# Cobubatha orthodoxica
Cobubatha orthodoxica är en fjärilsart som beskrevs av Dyar 1914. Cobubatha orthodoxica ingår i släktet Cobubatha och familjen nattflyn. Inga underarter finns listade i Catalogue of Life.